# Acacia floydii
Acacia floydii é uma espécie de leguminosa do gênero Acacia, pertencente à família Fabaceae.